# Imagine Dragons
Imagine Dragons este o formație pop rock din Las Vegas, Nevada, Statele Unite ale Americii. Trupa a reușit sa ajungă în topuri în septembrie 2012, după lansarea primului album de studio, Night Visions și a single-ului It's Time. Albumul Night Visions a ajuns pe locul 2 în Billboard 200. Conform revistei Billboard, Imagine Dragons este cea mai bună trupă a anului 2013. De asemenea, Rolling Stone consideră piesa Radioactive cel mai mare hit de muzică rock al anului 2013.
Trupa este alcătuită din solistul Dan Reynolds, chitaristul Daniel Wayne Sermon (Wayne "Wing" Sermon), basistul Ben McKee și din bateristul Daniel Platzman.
Albumul de debut al trupei Night Visions este certificat cu platină în douăsprezece țări, având peste 2 milioane de copii vândute în Statele Unite. Totodată, albumul este certificat cu aur în multe țări.

## Istoria trupei

### Începutul (2008-2010)
În 2008, solistul Dan Reynolds s-a întâlnit cu bateristul Andrew Tolman la Brigham Young University, acolo unde erau amândoi studenți. Tolman a luat un vechi prieten de liceu Daniel Wayne "Wing" Sermon, care a absolvit Colegiul de Muzica Berklee. Mai târziu, Tolman a pus-o pe soția sa, Brittany Tolman, să cânte la clape și sa fie back vocal. Apoi Ben Mckee s-a alăturat trupei și astfel a luat naștere trupa Imagine Dragons Trupa a atras un număr mare de fani în orașul lor, Provo, din Utah, înainte ca ei sa se mute la Las Vegas, orașul natal a lui Dan Reynolds, unde trupa a inregistrat si a lansat primele trei EP-uri..
Trupa a lansat două EP-uri intitulate Imagine Dragons și Hell and Silence în 2010, ambele fiind înregistrate la Battle Born Studios, în Las Vegas. Ei s-au întors la studio în 2011. Un alt EP, It's Time a fost făcut înainte de a fi semnat un contract de înregistrare.

### Night Visions(2011-2013)

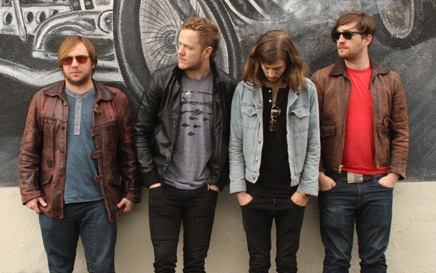
Imagine Dragons, 2012

Imagine Dragons a lucrat mult cu producătorul Alex da Kid, cu care au înregistrat lansarea casei lor de discuri la Westlake Recording Studios în West Hollywood, California. Un EP intitulat Continued Silence a fost lansat de Valentine's Day (14 februarie 2012) și a ocupat locul 40 în clasamentul Billboard 200. De asemenea, trupa a lansat un EP numit Hear Me în 2012.
După aceea, piesa It's Time a fost lansat ca single și a ajuns pe locul 15 în clasamentul Billboard 100 Hot. Videoclipul a fost lansat pe 17 aprilie 2012 pe toate posturile MTV și a fost nominalizat pentru premiul MTV Video Music Award, în categoria "Best Rock Video". It's Time a fost certificat de două ori cu platină de RIAA.
Trupa a terminat înregistrarea albumului de debut, Night Visions în vara anului 2012 la Studio X în Palms Casino Resort și a lansat albumul cu o zi înainte de Labor Day (4 septembrie 2012). A ajuns pe locul 2 în clasamentul Billboard 200, cu vânzări ,în prima săptamână, de peste 83.000 de copii, cel mai mare succes pentru un album de muzică rock de debut din 2006. De asemenea, albumul a ajuns pe locul 1 în topurile Billboard Alternative and Rock Album precum și în topurile australiene, austriece, britanice, canadiene, germane, irlandeze, norvegiene, olandeze, portugheze, scoțiene și spaniole: A câștigat premiul Billboard Music Award pentru cel mai bun album rock și a fost nominalizat la premiul Juno Award pentru Albumul Internațional al Anului. Night Visions a fost certificat cu platină de RIAA precum și în Australia, Austria, Marea Britanie, Brazilia, Canada, Elveția, Mexic, Noua Zeelandă, Polonia, Portugalia și Suedia.
Cel de-al doilea single al trupei, Radioactive, a ajuns pe locul 1 în Billboard Alternative Songs, Billboard Rock Songs și în clasamentele muzicale suedeze și au fost vândute în Statele Unite peste șapte milioane de copii, zdrobind ,astfel, recordul de 87 de săptămâni în Billboard 100 Hot. Revista Rolling Stone au considerat-o a fi "cel mai mare hit rock al anului". Totodată, a fost cea mai difuzată melodie din 2013 , din Statele Unite. A fost nominalizat la Premiile Grammy pentru Recordul Anului și pentru Cea Mai Bună Performanță Rock la a 56-a ediție a Premiilor Grammy, câștigând ultimele două.
Cel de-al treilea single, Demons, a ajuns pe locul 1 în Billboard Pop Songs și pe locul 6 în Billboard Hot 100 și a vândut până în prezent peste 3 milioane de copii în Statele Unite.

## Influențe
Dan Reynolds spune că Arcade Fire, Nirvana, Muse, The Beatles, Paul Simon, Coldplay, Linkin Park, R.E.M., U2 și Harry Nilsson reprezintă influențele sale și ale trupei. În ceea ce privește succesul, Reynolds ajută trupe ca Foster the People și Mumford & Sons pentru a aduce muzica pop alternativă la un nou nivel de succes comercial.

## Stilul muzical
Stilul muzical al lui Imagine Dragons a fost descris în principal ca pop rock, electropop,	pop, indie pop, indie rock, arena rock și rock alternativ. Muzica lor conține, de asemenea, influențe din synthpop, dance-pop, trip hop, folk, drum and bass, dubstep, industrial, EDM, R&B și hip hop.

## Membrii trupei

### Membrii actuali
- Dan Reynolds — Voce, chitară acustică, percuție (2008–prezent)
- Ben McKee — Bas, pian, percuție, voce (2009–prezent)
- Daniel Wayne Sermon — Chitară, pian, percuție, voce, mandolină (2009–prezent)
- Daniel Platzman — Tobe, percuție, violă, voce, tamburină (2011–prezent)

### Foști membri
- Andrew Tolman — Tobe, voce, chitară (2008–2011)
- Brittany Tolman — Pian, voce (2009–2011)
- Theresa Flaminio — Pian, voce (2011–2012)
- Dave Lemke — Chitară bas, voce (2008-2009)
- Aurora Florence — Pian, voce, vioară (2008)
- Andrew Beck — Chitară electrică, voce (2008)

## Discografie

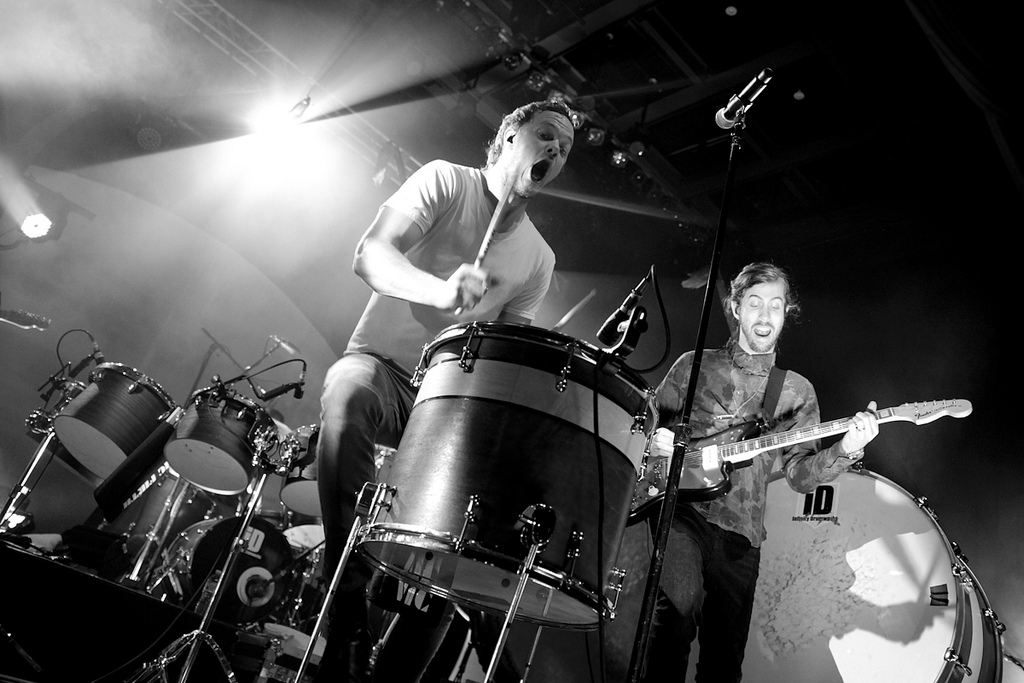
Imagine Dragons în concert în 2013

Albume studio
- Night Visions (2012)
- Smoke + Mirrors (2015)
- Evolve (2017)
- Origins (2018)
- Mercury – Act 1 (2021)
- Mercury – Acts 1 & 2 (2022)
- Loom (2024)

Albume live
- Live at Independent Records
- Night Visions Live

EP-uri
- Imagine Dragons (2009)
- Hell and Silence (2010)
- It's Time (2011)
- Continued Silence (2012)
- Hear Me (2012)
- The Archive EP (2013)
- iTunes Session (2013)

Singles
- It's Time
- Amsterdam
- Radioactive
- Hear Me
- Round and Round
- Demons
- On Top of the World
- Monster
- Battle Cry

Cântece
- Tiptoe
- Bleeding out
- Who We Are

Turnee
- Into The Night Tour (2014)[26][27]
- Night Visions Tour (2012-2013)[28]
- Imagine Dragons Tour (2012)

## Premii și nominalizări
| Anul | Single          | Organizația                      | Premiu                                                         | Rezultat     |
| ---- | --------------- | -------------------------------- | -------------------------------------------------------------- | ------------ |
| 2012 | It's Time       | MTV Video Music Awards           | Premiul MTV Music Award pentru cel mai bun videoclip de muzică | Nominalizare |
| 2013 | Radioactive     | MVPA Award                       | Cea mai bună piesă rock                                        | Câștigat     |
| 2013 | Radioactive     | MuchMusic Video Awards           | Cel mai bun videoclip din toată lumea (Grup)                   | Nominalizare |
| 2013 | Radioactive     | MTV Video Music Awards           | Premiul MTV Video Music Award pentru cea mai bună piesă rock   | Nominalizare |
| 2013 | Radioactive     | UK Festival Awards               | Imnul verii                                                    | Nominalizare |
| 2013 | Radioactive     | Teen Choice Awards               | Cea mai bună piesă rock                                        | Câștigat     |
| 2013 | Imagine Dragons | Teen Choice Awards               | Cea mai bună trupă rock                                        | Nominalizare |
| 2013 | Imagine Dragons | Teen Choice Awards               | Cea mai bună trupă a anului                                    | Nominalizare |
| 2013 | Imagine Dragons | Teen Choice Awards               | Trupa verii                                                    | Nominalizare |
| 2013 | Imagine Dragons | MTV Europe Music Awards 2013     | Debutul anului                                                 | Nominalizare |
| 2013 | Imagine Dragons | UK Festival Awards               | Debutul anului 2013                                            | Nominalizare |
| 2013 | Imagine Dragons | American Music Award             | Debutul anului                                                 | Nominalizare |
| 2013 | Imagine Dragons | American Music Award             | Cel mai bun duo/group pop/rock                                 | Nominalizare |
| 2013 | Imagine Dragons | American Music Award             | Cea mai bună trupă de rock alternativ                          | Câștigat     |
| 2014 | Radioactive     | A 56-a ediție a Premiilor Grammy | Premiul Grammy pentru Înregistrarea Anului                     | Nominalizare |
| 2014 | Radioactive     | A 56-a ediție a Premiilor Grammy | Cea mai bună interpretație rock                                | Câștigat     |
| 2014 | Radioactive     | People's Choice Awards           | Melodia anului                                                 | Nominalizare |
| 2014 | Imagine Dragons | People's Choice Awards           | Debutul anului                                                 | Nominalizare |
| 2014 | Imagine Dragons | People's Choice Awards           | Trupa anului                                                   | Nominalizare |
| 2014 | Imagine Dragons | People's Choice Awards           | Trupa de rock alternativ a anului                              | Nominalizare |